# Auen (Hunsrück)

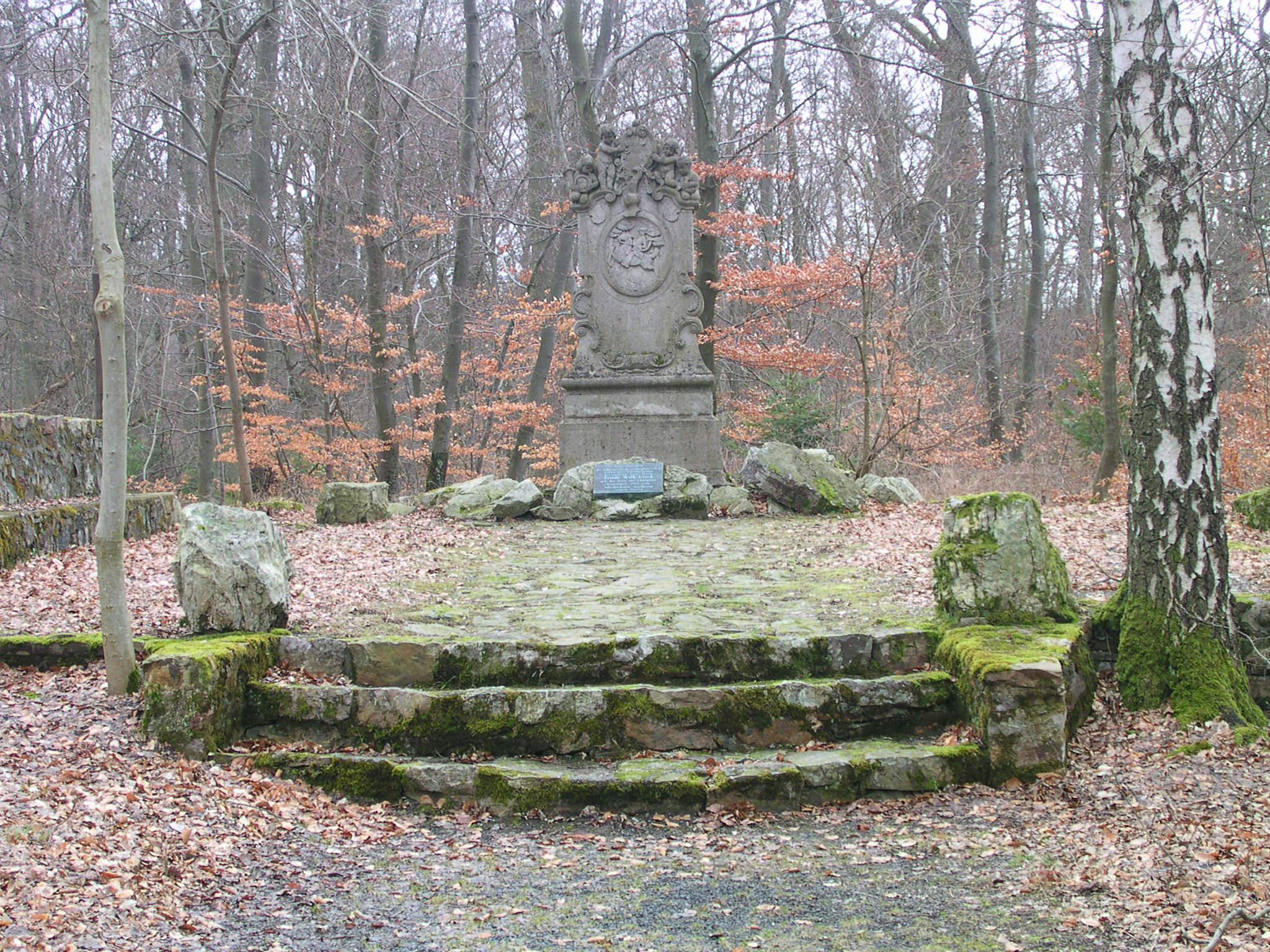
Denkmal an den Jäger aus Kurpfalz beim Forsthaus Entenpfuhl

Auen ist eine Ortsgemeinde im Landkreis Bad Kreuznach in Rheinland-Pfalz. Sie gehört der Verbandsgemeinde Nahe-Glan an. Auen ist ein staatlich anerkannter Erholungsort.

## Geographie
Auen liegt im südlichen Hunsrück zwischen den Höhenzügen des Soonwaldes und dem Fluss Nahe. Im Westen befindet sich Langenthal und im Osten Daubach.
Zu Auen gehört auch der Wohnplatz Gosenhof.

## Bevölkerung
Die Entwicklung der Einwohnerzahl von Auen, die Werte von 1871 bis 1987 beruhen auf Volkszählungen:
| Jahr | Einwohner |
| ---- | --------- |
| 1815 | 178       |
| 1835 | 249       |
| 1871 | 267       |
| 1905 | 220       |
| 1939 | 193       |
| 1950 | 211       |
| 1961 | 203       |

| Jahr | Einwohner |
| ---- | --------- |
| 1970 | 220       |
| 1987 | 227       |
| 1997 | 249       |
| 2005 | 239       |
| 2011 | 180       |
| 2017 | 181       |
| 2023 | 184       |

## Politik

### Bürgermeister
Ortsbürgermeister ist Torsten Baus. Bei der Kommunalwahl am 26. Mai 2019 setzte er sich mit einem Stimmenanteil von 64,80 % gegen den bisherigen Amtsinhaber Andreas Seidenzahl durch. Bei der Direktwahl am 9. Juni 2024 wurde er mit 90,3 % der Stimmen ohne Gegenkandidaten in seinem Amt bestätigt.

### Wappen
| Wappen von Auen | Blasonierung: „Schild durch silbernen Schrägbalken geteilt, der mit einem Schwarzen A belegt ist. Oben blau-goldenes Schach, unten in Blau eine goldene Abtskrümme.“ |
| Wappen von Auen | Wappenbegründung: Der Schrägbalken mit dem Buchstaben „A“ für Auen geht zurück auf ein Gerichtssiegel aus dem Jahr 1731. Der Abtsstab verweist auf Erzbischof Bardo von Mainz, der 1044 in einer Schenkungsurkunde unter anderen Ortschaften auch Auen aufführte. Das Schachbrettmuster erinnert an die Grafschaft Sponheim, zu der Auen bis zum Ende des 18. Jahrhunderts gehörte. |

## Bauwerke
- 1.000-jährige Willigis-Kapelle mit Grabstätte von Friedrich Wilhelm Utsch (Der Jäger aus Kurpfalz)
- Evangelische Kirche Lapis Primarius – Stirnfenster von Röhrig/Bensberg

## Wirtschaft
In Auen ist ein Weingut ansässig, darüber hinaus gibt es zwei Gasthäuser mit Pension und eine Ferienwohnung.

## Verkehr
Im Süden verläuft die Bundesstraße 41. In Monzingen ist ein Bahnhof der Bahnstrecke Bingen–Saarbrücken.